# Melchior kutatóállomás
A Melchior kutatóállomás (spanyolul: Base Melchior) egy Argentínához tartozó időszakos kutatóállomás az Antarktiszon. Argentína úgy tekint rá, hogy Tűzföld tartomány Antártida Argentína megyéjéhez tartozik.
A bázis a Bellingshausen-tengerben található Melchior-szigetekhez tartozó Observación nevű szigeten van, annak is az északkeleti részén, 8 méterrel a tenger szintje felett. Az éves átlaghőmérséklet -3,6 °C, a legmagasabb érték (1950. január 30.) 9,2 °C volt, a legalacsonyabb pedig (1958. augusztus 9.) -36,6 °C.

## Története
A szigeteket, amelyről a bázis a nevét is kapta, Eduard Dallmann 1873-ban induló német expedíciója fedezte fel, majd 1905-ben Jean-Baptiste Charcot nevezte el őket Jules Melchior altengernagyról. 1942-ben Alberto J. Oddera fregattkapitány a 1º de Mayo nevű hajóval felfedezőútra indult a térségbe, majd a következő években több hasonló útra is sor került. 1946. október 2-án az argentin Nemzeti Antarktisz-bizottság javasolta, hogy bizonyos sarkvidéki régiókban újabb megfigyelő- vagy kutatóállomásokat létesítsenek. Így 1947 januárjában Luis M. García kapitány egy hat hajóból (Patagonia, Chaco, King, Murature, Ministro Ezcurra és Don Samuel) álló expedíció keretein belül útnak indult, majd január 31-én a Patagonia kikötött a Melchior-szigeteken, ahol 47 nap folyamatos munkával (sziklarobbantás, alapozás, ház- és antennaépítés) felépítették az új kutatóállomást. Összesen 300 tonna felszerelés és anyag érkezett a helyszínre, köztük 150 tonna szén és félkész állapotban a 27 méter hosszú, 7,5 méter széles, duplafalú és dupatetejű főépület. Felépült két, 25 méter magas rádióantenna, és egy 100 méter oldalhosszúságú rombusz-antenna négy, 18 méteres oszlopa. Az összes munkálat végül március 31-re készült el, de ekkor a kezdődő jegesedés miatt a Patagoniának el kellett hagynia a helyszínt. A bázis irányítását Juan A. Nadaudra bízták.
Nem sokkal a felavatás után Gregorio Portillo ellentengernagy egy Douglas C–54 típusú repülőn (az argentin repüléstörténetben először) átrepült a déli sarkkör felett. Útja alkalmával elhaladt a bázis fölött is. 1952-től kezdve napi három alkalommal bocsátottak ki időjárás-előrejelzési adatokat az állomásról, majd 1955-ben kozmikus méréseket végző berendezést helyeztek üzembe. Az 1957–58-as Nemzetközi geofizikai év során itt telepítették a régió első automatikus tengerszintmérőjét. 1961. november 30-án a bázis megszűnt mint állandó bázis, innentől kezdve csak időszakosan működik.
Az 1962–63-as nyári Antarktisz-kampány során a Bernardino Rivadavia Argentin Természettudományi Múzeum négy női tudósa (Irene Bernasconi, Elena Martínez Fontes, María Adela Caria és Carmen Pujals) kutatott az állomáson: ez volt az első alkalom, hogy Argentína egy teljes nyári időszakra női kutatót küldött az Antarktiszra. A tudósok többek között találtak egy példányt a térségben addig még nem észlelt Gymnadraco victori nevű állatból, valamint hármat a Parachaenichthys charcoti nevű halból, amiből addig az egész világon csak négy példány volt ismert. Az 1968–69-es kampánytól kezdve a Tengerészeti Hidrográfiai Szolgálat emberei végeznek itt időnként tengerbiológiai kutatásokat.